# Maria Cantwell
Maria E. Cantwell (ur. 13 października 1958) – amerykańska polityk, senator z amerykańskiego stanu Waszyngton. Cantwell jest członkinią Partii Demokratycznej.

## Życiorys
Cantwell urodziła się w Indianapolis w Indianie, Cantwell jest pochodzenia irlandzkiego oraz katoliczką. Ukończyła studia na uniwersytecie Miami (nie mylić z Miami na Florydzie). Po studiach wyjechała do Waszyngtonu, gdzie w roku 1984 była zaangażowana w prezydencką kampanię senatora Alana Cranstona z Kalifornii.
Jej właściwa kariera polityczna rozpoczęła się w roku 1986, kiedy w wieku 28 lat została wybrana członkinią izby niższej stanowej legislatury. W czasie kampanii zastukała dosłownie do drzwi każdego domu w jej okręgu.
W roku 1992 wybrano ją, jako pierwszego członka Partii Demokratycznej z tego okręgu, do Izby Reprezentantów, gdzie czynnie popierała politykę prezydenta Billa Clintona. Po dwóch latach, w czasie republikańskiego zmasowanego zwycięstwa w roku 1994 jej kontrkandydat, Rick White, pokonał ją małą różnicą głosów, jako argumentu w kampanii używając jej poparcie dla NAFTY.
Po porażce działała w sektorze prywatnym, aż do wyborów w roku 2000, kiedy została wybrana do Senatu, dzięki czemu stosunek demokraci-republikanie wyniósł równo 50:50 miejsc. 
Zdobyła kolejną kadencję w wyborach roku 2006.
Pod względem politycznym klasyfikuje się ją jako Populist-Leaning Liberal. Jest autorką poprawki Cantwell, która zakazuje wykonywania odwiertów naftowych w rezerwatach na Alasce.
Maria Cantwell nie jest zamężna.

## Światopogląd
Senator Cantwell zajmuje następujące stanowisko w różnych sprawach:
- Zdecydowane poparcie dla prawa do aborcji
- Ochrona mniejszości seksualnych na podstawie praw obywatelskich
- Więcej funduszy na programy zdrowotne
- Zdecydowany sprzeciw wobec prywatyzacji funduszu ubezpieczeń społecznych
- Zdecydowany sprzeciw wobec kary śmierci; poparcie dla idei przeprowadzania testu DNA przed każdą egzekucją federalną
- Opozycja wobec nieograniczonego prawa do posiadana broni palnej
- Poparcie dla idei, aby każda akcja militarna Armii Stanów Zjednoczonych była zatwierdzona przez ONZ, choć przedtem głosowała za wysłaniem jej do Iraku

## Wyniki wyborów
- Wybory roku 2000 do Senatu 
 Maria Cantwell (D), 49% 
 Slade Gorton (R) (inc.), 49%
- W 1994 do Izby Reprezentantów (1 okręg) 
 Rick White (R), 52% 
 Maria Cantwell (D) (inc.), 48%
- W 1992 do Izby Reprezentantów (1 dystrykt) (1 okręg) 
 Maria Cantwell (D), 55% 
 Gary Nelson (R), 42%